# Niall Horan
Niall James Horan (Mullingar, 1993. szeptember 13. –) ír énekes és dalszerző. Első sikereit a One Direction fiúegyüttes tagjaként érte el, amely 2010-es The X Factor során lett alapítva. Az együttes hiátusát követően Horan aláírt a Capitol Records-hoz 2016-ban.
Horan első albuma, a Flicker (2017) első helyen debütált Írországban és az Egyesült Államokban. A "This Town" és a "Slow Hands" is számos országban a legjobb húsz pozíció egyikét érte el. A második stúdióalbuma a Heartbreak Weather 2020 márciusában jelent meg és negyedik helyen debütált a Billboard 200-on és elsőn a UK Albums Charton, Írországban és Mexikóban.

## Korai évek
Niall James Horan 1993. szeptember 13-án született Mullingarban (Westmeath, Írország). Egy idősebb testvére van, Greg. Szülei Bobby Horan és Maura Gallagher öt éves korában elváltak. Először anyjukkal éltek, majd egy év után átköltöztek apjukhoz. Gyerekként asztmás volt. A St. Kenny's National School-ba járt általános iskolába, majd a Coláiste Mhuire katolikus fiúiskolát látogatta.
Tizenegy éves korában kezdett el gitározni, amelyet magának tanított YouTube videók alapján. A nagynénje fedezte fel tehetségét, mikor Horan egy nap elkezdett énekelni az autójában és azt hitte a rádió indult el. Tinédzserként fellépett a mullingari Kulturális Központban a Shamrocks adománygyűjtő estjén.

## Karrier

### 2010:The X Factor
2010-ben 16 évesen vett részt a The X Factor hetedik évadának meghallgatásain Dublinban. A "So Sick"-et énekelte és a zsűritől jót és rosszat is kapott. Louis Walsh támogatta, de Cheryl Cole és Katy Perry is úgy érezte, hogy még van szüksége fejlődésre. Simon Cowell mellette szavazott, hogy továbbjusson, Cole nemet szavazott, míg a zsűri további része is igent mondott.
A tábor részében a versenynek a "Champagne Supernova"-t énekelte, de nem tudott továbbjutni. Nicole Scherzinger javaslatára Horant egy csoportba rakták másik négy fiúval, akik nem tudtak továbbjutni, de túl jók voltak ahhoz, hogy kiessenek. Ezek után Horan, Harry Styles, Liam Payne, Louis Tomlinson és Zayn Malik megalapította a One Directiont. Styles ötlete volt az együttes neve.
A csapat két hetet kapott a felkészülésre. A mentorok háza szakaszban a "Torn" akusztikus verzióját énekelték. Simon Cowell azt mondta, hogy ez a teljesítményük meggyőzte róla, hogy sikeresek lesznek. Az első négy hét után ők voltak Cowell utolsó előadói a versenyben. Előadták később többek között Kelly Clarkson "My Life Would Suck Without You"-ját és Bonnie Tyler "Total Eclipse of the Heart"-ját. Harmadikak lettek Rebecca Ferguson és a végső győztes Matt Cardle mögött.

### 2011-2015: One Direction

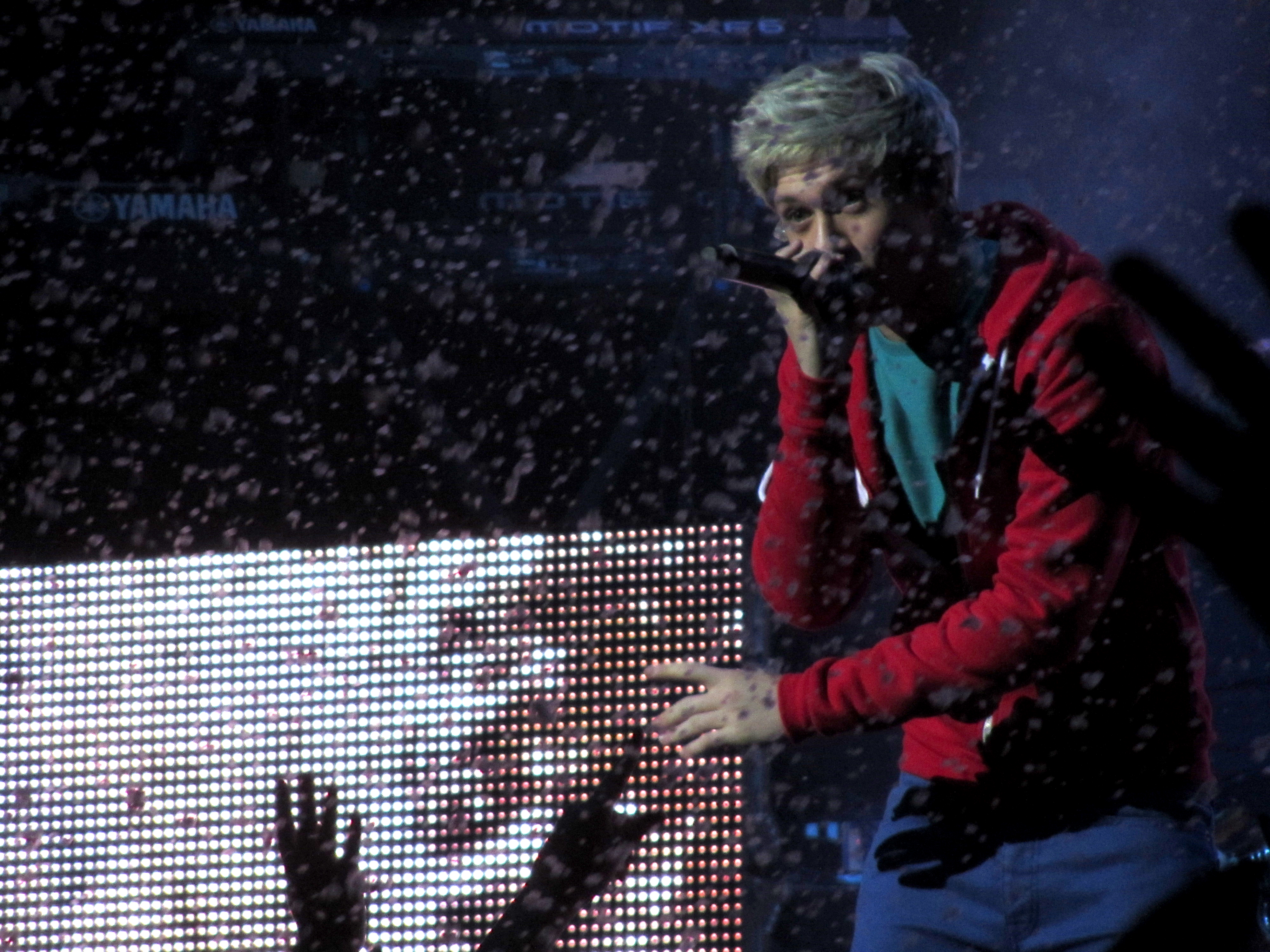
Horan 2012-ben egy glasgowi One Direction-koncerten

A The X Factor befejezte után bejelentették, hogy az együttes aláírt egy 2 millió fontos szerződést Simon Cowell Syco Records kiadójával. 2011 januárjában kezdtek el dolgozni az első albumukon, Los Angelesben. A One Direction: Forever Young (Our Official X Factor Story) könyvet a HarperCollins februárban adta ki. Ugyanebben a hónapban az együttes és más versenyzők a The X Factor-ból részt vettek az X Factor Live turnén. Áprilisban folytatták a munkát az albumon, amelyet Stockholmban, Londonban és Los Angelesben végeztek Carl Falk, Savan Kotecha, Steve Mac, és Rami Yacoub producerekkel.
Az együttes első kislemezét, a "What Makes You Beautiful"-t 2011 szeptemberében adták ki, és nemzetközi siker lett. Első helyet ért el a Brit kislemezlistán, miután minden idők legtöbbet előrendelt dala lett a Sony Music Entertainment történetében. Ebben a novemberben jelent meg az Up All Night albuma Írországban és az Egyesült Királyságban. Nemzetközileg az Up All Night 2012 márciusában jelent meg, amivel a One Direction lett az első brit együttes, akinek a debütáló albuma első helyet ért el az Egyesült Államokban. Az album megjelenése után az Up All Night Tour keretei között léptek fel. Az turné 62 fellépésből állt, amely kereskedelmileg és kritikai szempontból is pozitívan volt fogadva, a jegyeket perceken belül adták el. Megjelent a turnéról egy koncertfilm is, Up All Night: The Live Tour címen 2012 májusában. 

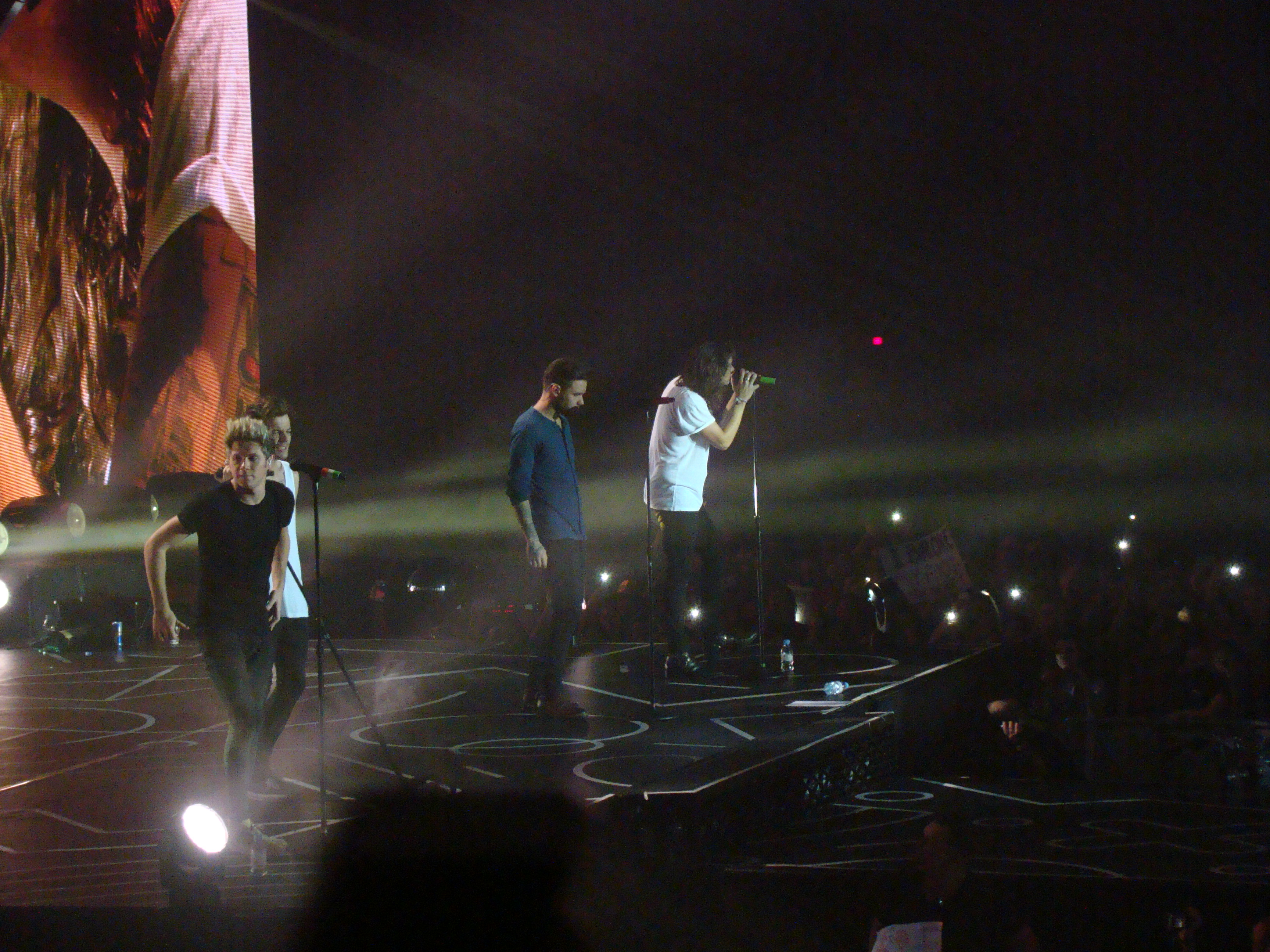
A One Direction tagjai 2015-ben (balról-jobbra) Niall Horan, Louis Tomlinson, Liam Payne és Harry Styles

2012 szeptemberében kiadták a "Live While We're Young" kislemezt. A "Little Things" lett az együttes második első helyezett kislemeze az Egyesült Királyságban. 2012 novemberében megjelent a One Direction második stúdióalbuma, a Take Me Home. Nemzetközi sikernek örvendett, 35 országban érte el a legelső helyet a slágerlistákon, Magyarországon a másodikat. Mikor elérték az első helyet a Billboard 200-on, ők lettek az első fiúegyüttes az Egyesült Államok slágerlistáinak történelmében, akiknek két első helyezett albumok volt egy naptári évben és 2008 óta az első együttes, akiknek két első helyezett albuma volt egy naptári évben. A megjelenés után megkezdték a Take Me Home turnét. A turné 123 fellépésből állt Európában, Észak-Amerikában, Ázsiában és Óceániában. A jegyeladások elértek több, mint 300 ezret egy napon belül az Egyesült Királyságban és Írországban, amelyben benne volt hat teltházas este a O2 Arenában, Londonban. Ausztráliában és Új-Zélandon több, mint 15 millió dolláros bevételt hozott, mind a 190 ezer jegyet eladva a 18 koncertre. Pozitív kritikákat élvezet az együttes a turné alatt, amit főleg az elő énekhangjuk és az előadói hozzáértésük miatt kaptak. Összességében 1.635 millió jegyet adtak el 134 koncertre, amivel 114 millió dollár bevételt generáltak.
2013. november 25-én kiadták a Midnight Memories albumot, amely 2013 legsikeresebb albuma lett. A "Best Song Ever", az album első kislemeze az eddigi legmagasabb pozíciót elérő kislemezük az Egyesült Államokban, 2. hellyel. 2013. május 16-án , ez együttes bejelentette az első stadionturnéját, a Where We Are Tour-t. A jegyek perceken belül elkeltek, és a rajongói igények miatt hozzáadtak fellépéseket a turnéhoz. 69 koncertjük volt, és átlagosan 49 ezer rajongó tekintette meg ezeket. Több, mint 290 millió dollár bevételt hozott a turné, amivel 2014 legsikeresebb, minden idők legsikeresebbje egy vokális együttes által és minden idők 15. legsikeresebb turnéja lett. 2014 novemberében adták ki negyedik stúdióalbumukat, a Four-t. A "Steal My Girl" és a "Night Changes" voltak az album kislemezei, melyek közül mindkettő platinalemez lett. Ezzel az albummal a One Direction lett az első együttes a Billboard 200 történetében, amelynek az első négy stúdióalbuma első helyen debütált. 2015 novemberében, a Made in the A.M., az ötödik stúdióalbumuk megjelent. Az albumról a "Drag Me Down" és a "Perfect" voltak a kislemezek, amelyek több országban is első helyen debütáltak. A kiadás után az együttes egy hiátus mellett döntött.

### 2016-2018:Flickerés a Modest Golf Management

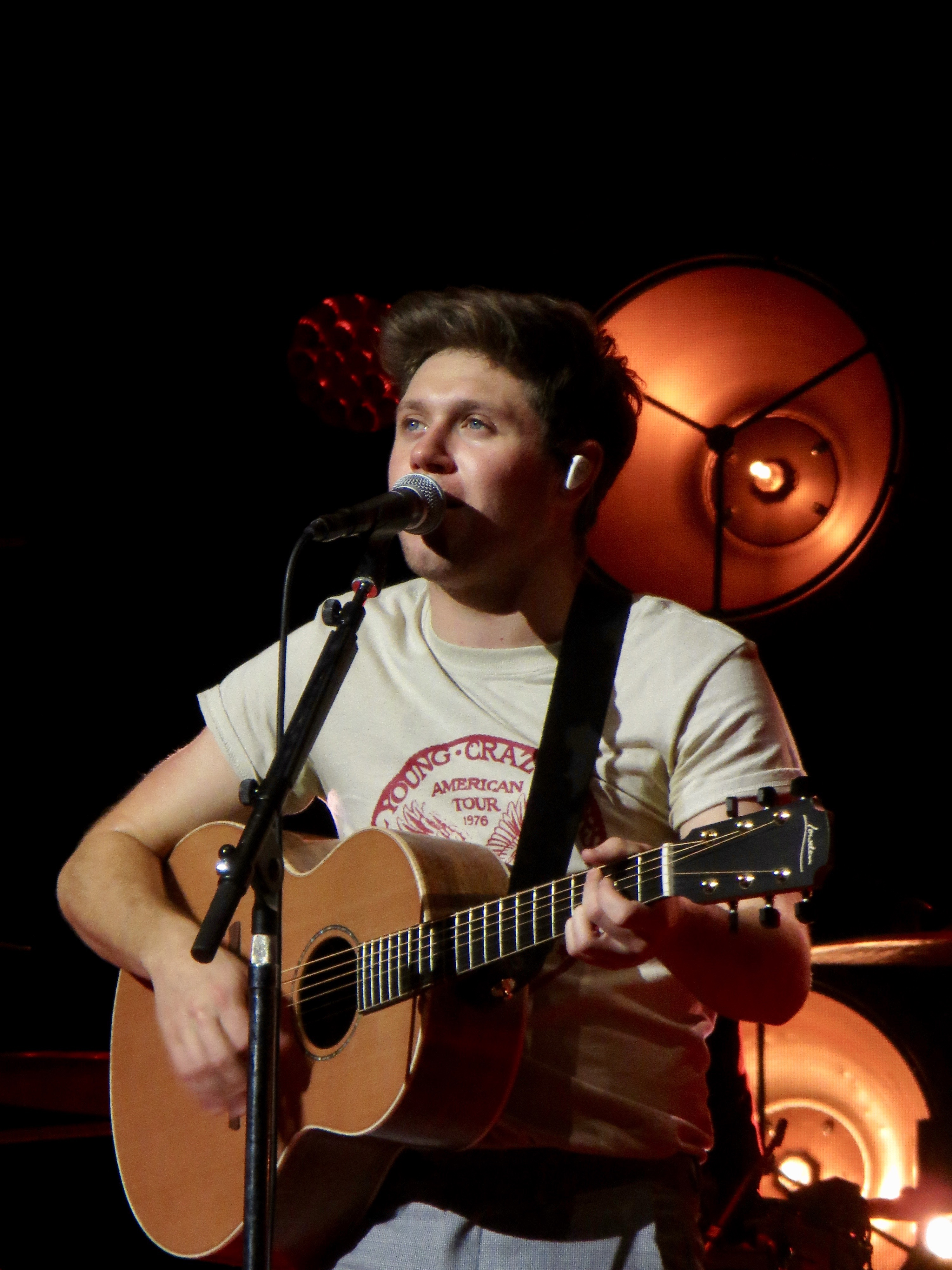
Niall Horan egy koncertje közben

2016 februárjában megalapította a Modest Golf-ot Mark McDonnellel és Ian Watts-cal. A Modest Gold több golfozót is leigazolt. 2019 márciusában vettek részt az első európai turnéján Guido Migliozzival, akit 2016 augusztusában igazoltak le és megnyerte a Kenyan Open-t. 2016 szeptemberében bejelentették, hogy Horan aláírt a Capitollal és szeptember 29-én kiadta első szóló dalát, a "This Town"-t. A kiadása óta kilencedik helyig jutott a Brit kislemezlistán és 20-ig a US Billboard Hot 100-on. 2017. május 4-én Horan kiadta a "Slow Hands"-et, amely szintén a legjobb húsz pozíció egyikén végzett az Egyesült Államokban és az Egyesült Királyságban.
Az Entertainment Weekly-vel készült interjújában azt mondta, hogy a Flicker-t klasszikus rock együttesek inspirálták, mint a Fleetwood Mac és a The Eagles: "Bármikor, amikor kezembe vettem egy gitárt, olyasmi akkordokat játszottam." Úgy jellemezte az albumot, mint folk, amely keverve van poppal. 2017 augusztusában nyitotta meg a Flicker Sessions 2017 turnéját. Augusztusban bemutatta az Olympia Theatre-ben, Dublinban az "On My Own". 2017. szeptember 15-én kiadta a "Too Much to Ask" kislemezét.
A Flicker 2017. október 20-án jelent meg és a Billboard 200 élén debütált. Első helyet ért el még Hollandiában és Írországban. 2017. november 8-án Maren Morrisszal lépett fel az 51. Country Music Association Awards díjátadón. 2018-ban a Flicker World Tour turnén koncertezett.

### 2019–napjainkig:Heartbreak WeatherésThe Show
2019 szeptemberében Horan elmondta, hogy második stúdióalbumán dolgozott éppen Greg Kurstinnel. Az album első kislemeze a "Nice to Meet Ya" volt és október 4-én jelent meg. Október 30-án bejelentette, hogy 2020-ban a Nice To Meet Ya Tour turnén fog koncertezni. A "Put a Little Love on Me" 2019 decemberében jelent meg, mint az album második kislemeze. 2020. február 7-én Horan kiadta a "No Judgement"-et és elmondta, hogy az album címe Heartbreak Weather lesz.
A Heartbreak Weather 2020. március 13-án jelent meg és negyedik helyen debütált a US Billboard 200-on, illetve elsőn a UK Albums Charton. A Covid19-pandémia miatt lemondta a turnéját.

## Magánélet
Horan több sportot is kipróbált gyerekkorában, többek közt golfot, labdarúgást és ír focit. 2010 nyarán megsérült a térde, amely probléma többször is visszatért a következő években, többek között egy antwerpeni koncerten 2013-ban. 2014 januárjában átesett egy műtéten, amely után a Chelsea FC akkori menedzsere José Mourinho meghívta rehabilitációra a csapathoz. Hét hetet töltött el a csapat edzőközpontjában Surreyben.
Horan az angol másodosztályú Derby County rajongója. Több golf eseményen is részt vett, mint a BMW PGA Championship-en Wentworthben. Az ír krikett csapat támogatója.
2016-ban Horan támogatta a Drive, Chip és a Putt mozgalmaknak, amelyek a gyermekek golfozását támogatja.
2018 áprilisában megosztotta, hogy OCD-vel diagnosztizálták.
2017-ben és 2018-ban Hailee Steinfeld amerikai színésznővel volt kapcsolatban.

## Filantropizmus
A One Direction tagjaként részese volt az Action 1D kampánynak és támogatta a Comic Relief-et.
2014 májusában Horan volt a Charity Football Challange rendezője a Leicester City King Power Stadionjában, amely az Irish Autism Action jótékony szervezetnek gyűjtött pénzt.
Horan közreműködött a Golf Digesttel, hogy pénzt juttasson REACH katonai családoknak.
A 2016-os Soccer Aid jótékonysági mérkőzés részese volt, mint a Rest of the World csapat asszisztens menedzsere. 2017-ben Horan kapott egy Arnie Award-ot a jótékonysági munkájáért. 2019-ben tagja volt az UNICEF Soccer Aid World XI csapatának, Usain Bolttal és Didier Drogbával, amely pénzt gyűjtött rászoruló gyerekeknek. Ezen eseményen részt vett Louis Tomlinson, korábbi One Direction-tag is.
2020 júniusában Horan kifejezte támogatását a Black Lives Matter mozgalomnak és több londoni tüntetés részese is volt. Sokat beszélt a 2020-as amerikai elnökválasztásról és többször is elmondta, hogy nem támogatja Donald Trump amerikai elnököt.

## Diszkográfia
- Flicker (2017)
- Heartbreak Weather (2020)
- The Show (2023)

## Filmográfia
| Év   | Cím                                            | Szerep | Jegyzet                                      |
| ---- | ---------------------------------------------- | ------ | -------------------------------------------- |
| 2012 | iCarly                                         | Önmaga | A "One Direction" epizódban                  |
| 2013 | One Direction: This Is Us                      | Önmaga | Dokumentum-, koncertfilm                     |
| 2014 | One Direction: Where We Are – The Concert Film | Önmaga | Koncertfilm                                  |
| 2017 | One Love Manchester                            | Önmaga | Televíziós adás                              |
| 2019 | Saturday Night Live                            | Önmaga | A "Scarlett Johansson/Niall Horan" epizódban |
| 2020 | Together at Home                               | Önmaga | Televíziós adás                              |
| 2023 | The Voice US                                   | Önmaga | Coach: 23., 24. évad                         |

## Díjak és jelölések
| Év   | Díjátadó                            | Kategória                              | Jelölt/Munka         | Eredmény | For.   |
| ---- | ----------------------------------- | -------------------------------------- | -------------------- | -------- | ------ |
| 2016 | BMI London Awards                   | Pop Award Songs                        | "Night Changes"      | Győztes  | [ 55 ] |
| 2017 | People's Choice Awards              | Favorite Breakout Artist               | Niall Horan          | Győztes  | [ 56 ] |
| 2017 | iHeartRadio Music Awards            | Best Solo Breakout                     | Niall Horan          | Jelölve  | [ 57 ] |
| 2017 | Radio Disney Music Awards           | Best Male Artist                       | Niall Horan          | Győztes  | [ 58 ] |
| 2017 | iHeartRadio Much Music Video Awards | Fan Fave International Artist or Group | Niall Horan          | Győztes  | [ 59 ] |
| 2017 | Teen Choice Awards                  | Choice Song: Male Artist               | "Slow Hands"         | Győztes  | [ 60 ] |
| 2017 | Teen Choice Awards                  | Choice Summer Male Artist              | Niall Horan          | Jelölve  | [ 60 ] |
| 2017 | Telehit Awards                      | Video in English                       | "Slow Hands"         | Győztes  | [ 61 ] |
| 2017 | BMI London Awards                   | Pop Award Songs                        | "This Town"          | Győztes  | [ 62 ] |
| 2017 | American Music Awards               | New Artist of the Year                 | Niall Horan          | Győztes  | [ 63 ] |
| 2018 | Global Awards                       | Best Song                              | "Slow Hands"         | Jelölve  | [ 64 ] |
| 2018 | Global Awards                       | Best Male                              | Niall Horan          | Jelölve  | [ 64 ] |
| 2018 | Global Awards                       | Best Pop                               | Niall Horan          | Jelölve  | [ 64 ] |
| 2018 | iHeartRadio Music Awards            | Best New Pop Artist                    | Niall Horan          | Győztes  | [ 65 ] |
| 2018 | iHeartRadio Music Awards            | Best New Artist                        | Niall Horan          | Jelölve  | [ 65 ] |
| 2018 | iHeartRadio Music Awards            | Best Solo Breakout                     | Niall Horan          | Jelölve  | [ 65 ] |
| 2018 | iHeartRadio Music Awards            | Best Lyrics                            | "Slow Hands"         | Győztes  | [ 65 ] |
| 2018 | iHeartRadio Music Awards            | Best Cover Song                        | "Issues"             | Jelölve  | [ 65 ] |
| 2018 | BMI Pop Awards                      | Award Winning Songs                    | "Slow Hands"         | Győztes  | [ 66 ] |
| 2018 | BMI Pop Awards                      | Award Winning Songs                    | "This Town"          | Győztes  | [ 66 ] |
| 2018 | SOCAN Awards                        | Pop Music Awards                       | "Slow Hands"         | Győztes  | [ 67 ] |
| 2018 | Teen Choice Awards                  | Choice Male Artist                     | Niall Horan          | Jelölve  | [ 68 ] |
| 2018 | Teen Choice Awards                  | Choice Summer Male Artist              | Niall Horan          | Jelölve  | [ 68 ] |
| 2018 | Teen Choice Awards                  | Choice Summer Tour                     | Flicker World Tour   | Jelölve  | [ 68 ] |
| 2018 | BMI London Awards                   | Pop Award Songs                        | "Slow Hands"         | Győztes  | [ 69 ] |
| 2018 | Hollywood Music in Media Awards     | Original Song – Animated Film          | "Finally Free"       | Jelölve  |        |
| 2019 | iHeartRadio Music Awards            | Best Cover Song                        | "Crying in the Club" | Jelölve  | [ 70 ] |
| 2019 | Teen Choice Awards                  | Choice Collaboration                   | "What a Time"        | Jelölve  | [ 71 ] |
| 2019 | BMI London Awards                   | Pop Award Songs                        | "On the Loose"       | Győztes  | [ 72 ] |
| 2019 | BMI London Awards                   | Pop Award Songs                        | "Too Much to Ask"    | Győztes  | [ 72 ] |
| 2020 | BMI London Awards                   | Pop Award Songs                        | "Nice to Meet Ya"    | Győztes  | [ 73 ] |

## Turnék
- Flicker Sessions (2017)
- Flicker World Tour (2018)
- Nice to Meet Ya Tour (2020 – lemondva a COVID-19-pandémia miatt)